# Noiron-sur-Bèze
Noiron-sur-Bèze – miejscowość i gmina we Francji, w regionie Burgundia-Franche-Comté, w departamencie Côte-d’Or.
Według danych na rok 1990 gminę zamieszkiwały 183 osoby, a gęstość zaludnienia wynosiła 16 osób/km² (wśród 2044 gmin Burgundii Noiron-sur-Bèze plasuje się na 728. miejscu pod względem liczby ludności, natomiast pod względem powierzchni na miejscu 833.). W przeważającej części obszar gminy stanowią użytki rolnicze, w szczególności grunty orne 58%, lasy 31% w 2018 roku.